# Fernand Fabre
Pour les articles homonymes, voir Fabre.
Fernand Fabre, né à Salon-de-Provence (Bouches-du-Rhône) le 7 novembre 1899 et mort dans le 18e arrondissement de Paris le 19 janvier 1987, est un acteur de théâtre et de cinéma français.

## Biographie
Il est le fils de Marius Jules Fabre et de Marie Adélaïde Thérèse Françoise Bertrand. 
Il est divorcé de Marguerite Joséphine Alice Guéreau et remarié, le 10 Mai 1935, avec l'actrice Mona Goya et divorcé de celle-ci le 31 Janvier 1944.

## Filmographie
- 1925 : Knock de René Hervil : le docteur Knock
- 1927 : Miss Helyett de Georges Monca et Maurice Kéroul
- 1928 : Minuit, place Pigalle de René Hervil
- 1928 : L'appassionata de Léon Mathot et André Liabel : Emmanuel Spifani
- 1928 : Paris Girls de Henry Roussell
- 1928 : Le Permis d'aimer de Georges Pallu
- 1929 : Le Collier de la reine de Gaston Ravel et Tony Lekain : Nicolas de La Motte
- 1930 : Toute sa vie de Alberto Cavalcanti
- 1930 : L'Étrangère de Gaston Ravel : le duc de Septmonts
- 1930 : Le Réquisitoire de Dimitri Buchowetzki
- 1931 : La Chance de René Guissart : le docteur Victor
- 1932 : La Vagabonde de Solange Bussi
- 1932 : Rivaux de la piste de Serge de Poligny : Lissman
- 1933 : Le Sexe faible de Robert Siodmak : Manuel
- 1933 : On a volé un homme de Max Ophüls : Robert
- 1934 : Madame Bovary de Jean Renoir : Rodolphe Boulanger
- 1934 : Le Secret d'une nuit de Félix Gandéra : Raymond
- 1935 : Jérôme Perreau, héros des barricades d'Abel Gance : Beaufort
- 1935 : Barcarolle de Gerhard Lamprecht et Roger Le Bon : Lopuchin
- 1935 : Cavalerie légère (Leichte Kavallerie) de Werner Hochbaum et Roger Vitrac
- 1936 : La Mystérieuse Lady de Robert Péguy : l'agent secret
- 1936 : L'Homme du jour de Julien Duvivier : le peintre à la réception
- 1937 : Nuits de prince de Vladimir Strijevski : Fédor
- 1937 : Ma petite marquise de Robert Péguy : François
- 1938 : Double Crime sur la ligne Maginot de Félix Gandéra : le commandant d'Espinac
- 1938 : Le Héros de la Marne de André Hugon : l'officier prisonnier
- 1938 : Deux de la réserve de René Pujol
- 1938 : Noix de coco de Jean Boyer
- 1938 : Les Nouveaux Riches de André Berthomieu : Fronsac
- 1939 : Le Danube bleu de Emil-Edwin Reinert - Il ne joua que dans la première version détruite dans un incendie
- 1943 : Le Colonel Chabert de René Le Hénaff : le comte Ferraud
- 1943 : L'Escalier sans fin de Georges Lacombe : Stéphane
- 1945 : Mission spéciale de Maurice de Canonge
- 1945 : Master Love de Robert Péguy
- 1945 : Dernier Métro de Maurice de Canonge : Robert Askien
- 1945 : Le Cabaret du grand large de René Jayet : Richard
- 1946 : Triple enquête de Claude Orval
- 1947 : L'Homme de la nuit de René Jayet : Gérard
- 1947 : Les jeux sont faits de Jean Delannoy
- 1947 : Après l'amour de Maurice Tourneur : Robert Fournier
- 1949 : Dernière Heure, édition spéciale de Maurice de Canonge : Emmanuel Costa
- 1950 : Olivia de Jacqueline Audry
- 1950 : Les Amants de bras-mort de Marcello Pagliero : Daniel
- 1951 : Barbe-Bleue de Christian-Jaque : l'envoyé de l'empereur
- 1951 : Le Crime du Bouif de André Cerf : Xapiros
- 1952 : La Rose et l'Épée (The sword and the rose) de Ken Annakin : De Longueville
- 1952 : Moulin Rouge de John Huston : le général
- 1954 : Napoléon de Sacha Guitry : François II d'Autriche
- 1956 : Les Collégiennes d'André Hunebelle : le docteur
- 1956 : En votre âme et conscience, épisode : Le secret des Feynarou de  Claude Barma
- 1956 : Michel Strogoff de Carmine Gallone : un général
- 1957 : Deuxième Bureau contre inconnu de Jean Stelli
- 1956 : En votre âme et conscience, épisode : L'Affaire Lesnier de Jean Prat
- 1957 : En votre âme et conscience, épisode : L'affaire Sarret-Schmidt de Jean Prat
- 1958 : Maxime d'Henri Verneuil : le comte chez Maxim's
- 1959 : En votre âme et conscience, épisode : L'Affaire Steinheil de Jean Prat
- 1959 : En votre âme et conscience, épisode : Le Secret de Charles Rousseau de Jean Prat
- 1959 : Austerlitz d'Abel Gance
- 1962 : Arsène Lupin contre Arsène Lupin d'Édouard Molinaro : Monsieur de Vierne
- 1962 : Le Gorille a mordu l'archevêque de Maurice Labro : le secrétaire général
- 1966 : La Prise de pouvoir par Louis XIV de Roberto Rossellini : Le Tellier
- 1969 : Les Enquêtes du commissaire Maigret de René Lucot, épisode : L'Ombre chinoise : Le Colonel Dormoy
- 1971 : Franz de Jacques Brel : Antoine
- 1972 : Au théâtre ce soir : Adorable Julia de Marc-Gilbert Sauvajon, mise en scène René Clermont, réalisation Georges Folgoas, théâtre Marigny
- 1976 : Au théâtre ce soir : Seul le poisson rouge est au courant de Jean Barbier et Dominique Nohain, mise en scène Dominique Nohain, réalisation Pierre Sabbagh, théâtre Édouard-VII
- 1977 : Un juge, un flic de Denys de La Patellière, première saison (1977), épisode : Flambant neuf
- 1980 : Les Enquêtes du commissaire Maigret, épisode : Maigret et les Vieillards de Stéphane Bertin : le prince de Vire

## Carrière au théâtre
- 1921 : Les Misérables de Paul Meurice et Charles Hugo d'après le roman de Victor Hugo, théâtre de l'Odéon
- 1922 : Molière d'Henry Dupuy-Mazuel et Jean-José Frappa, mise en scène Firmin Gémier, théâtre de l'Odéon
- 1927 : Les Amants de Paris, de Pierre Frondaie, Théâtre Sarah-Bernhardt  avec Mmes Sylvie, Mady Berry et MM. Harry Baur et Pierre Blanchar (le prince Sirkha)
- 1929 : Le Sexe faible d'Édouard Bourdet, théâtre de la Michodière, Philippe
- 1932 : L'Inspecteur Grey de Max Viterbo et Alfred Gragnon, mise en scène Fernand Fabre, Plazza Théâtre 15
- 1932 : 5 à 7 d'Andrée Méry, théâtre de la Potinière
- 1933 : Le Locataire du troisième sur la cour de Jerome K. Jerome, mise en scène Charles Edmond, théâtre des Arts
- 1934 : Les jeux sont faits d'Andrée Méry, théâtre de la Potinière
- 1937 : Jeux dangereux d'Henri Decoin, mise en scène Fred Pasquali, théâtre de la Madeleine
- 1944 : Le Roi Christine de Marcelle Maurette, théâtre Édouard VII
- 1948 : L'Extravagante Théodora de Jean de Létraz, mise en scène de l'auteur, théâtre des Capucines
- 1949 : La Galette des Rois de Roger Ferdinand, mise en scène Jean Wall, théâtre Daunou
- 1954 : La Corde de Patrick Hamilton, mise en scène Jean Darcante, théâtre de la Renaissance
- 1954 : Adorable Julia de Marc-Gilbert Sauvajon et Guy Bolton d'après Somerset Maugham, mise en scène Jean Wall, théâtre du Gymnase
- 1957 : Au Paradis de Fernand Millaud, mise en scène Marcel Alba, théâtre des Arts
- 1957 : L'École des cocottes de Paul Armont et Marcel Gerbidon, mise en scène Jacques Charon, théâtre Hébertot, théâtre des Célestins
- 1962 : Adorable Julia  mise en scène Jean Wall, au Théâtre Sarah Bernhardt (Paris)
- 1972 :  Adorable Julia mise en scène René Clermont, Théâtre Marigny (Paris)
- 1973 : Seul le poisson rouge est au courant de Jean Barbier et Dominique Nohain, mise en scène Dominique Nohain,  théâtre Charles de Rochefort

## Distinction
- Chevalier de l'ordre des Arts et des Lettres (1982)